# Carlos Marreiros
Carlos Alberto dos Santos Marreiros GOIH (Macau, 1 de janeiro de 1957) é um arquiteto, urbanista e artista plástico natural de Macau e luso-descendente (ou macaense).

## Biografia
Estudou em Macau, Portugal, Alemanha Ocidental e Suécia, tendo regressado à sua terra natal em 1983, onde veio a estabelecer o seu gabinete de arquitetura.
Nas últimas três décadas, Carlos Marreiros concebeu e construiu perto de 200 obras em Macau, Hong Kong, República Popular da China, Portugal e Austrália.
Para além do trabalho de Arquitectura e Urbanismo, teve sempre um papel activo na sociedade de Macau, tendo desempenhado desde cedo diversos cargos públicos e de representação em áreas distintas.
Foi fundador, Diretor Artístico e Sub-Diretor da “RC-Revista de Cultura”, editada desde 1987, pelo Instituto Cultural do Governo de Macau, instituição da qual foi também Presidente (1989-1992). Principal fundador do Círculo dos Amigos da Cultura de Macau e seu presidente desde então (1985). Presidente da Direção (1999-2001) da Assembleia Geral (2002-2005) e do Conselho Fiscal (2006-2008) da Associação dos Arquitetos de Macau. Delegado ao Conselho da ARCASIA-Architects Regional Council of Asia (1999-2005) e Vice-presidente da ARCASIA (2003-2004), responsável pela Região C (R.P. China, Japão, Coreia do Sul, Hong Kong e Macau). 
Foi também Membro da Comissão Eleitoral para a Eleição do Chefe do Executivo da Região Administrativa Especial de Macau (1999, 2004 e 2009). Desde 2000 até à data, é Membro do Conselho Geral do Conselho do Ambiente do Governo da Região Administrativa Especial de Macau (R.A.E.M), do Conselho Consultivo para o Reordenamento dos Bairros Antigos, do Conselho Consultivo para a Acreditação Profissional de Arquitetos e Engenheiros, e do Conselho Consultivo da Cultura do Governo da R.A.E.M.. É Curador da Fundação Macau (desde 2001) e Membro do Conselho para as Indústrias Culturais (desde 2010) do Governo da R.A.E.M.
É Presidente do Fellow Members Council da Associação de Arquitectos de Macau, Presidente Honorário da Associação de Engenharia e Construção de Macau e Diretor-Geral do Albergue SCM, Indústrias Criativas.
Como professor universitário lecionou nas Universidades de Xangai, de Hong Kong e de Macau, e como orador e professor convidado, na Universidade Técnica de Lisboa, na Universidade da Califórnia em Berkeley, no Politecnico di Milano, entre outras, na Ásia, Europa e Américas. 
Em Setembro de 1999, foi agraciado pelo Presidente da República Portuguesa, Jorge Sampaio, com a Ordem do Infante D. Henrique no grau de Grande-Oficial (GOIH).

## Artista plástico
Como artista plástico realizou mais de vinte e quatro exposições individuais e participou em mais de meia centena de coletivas em todo o mundo. Em 2013 foi o artista escolhido para representar Macau na 55.ª Exposição Internacional de Arte de Veneza, La Biennale 2013.

### Exposições individuais
- 1976
  - “Carlos Marreiros, Pintura, Desenho e Gravura”, Escola Comercial Pedro Nolasco da Silva, Macau
- 1977
  - Galeria do Grand Hotel das Termas, Luso, Portugal
- 1991
  - Galeria do Hotel de Ville, Europália, Bruxelas, Bélgica
- 1992
  - Galeria Nasoni, Porto, Portugal (com Mio Pang Fei)
  - Sociedade Nacional de Belas Artes, Lisboa, Portugal (com Mio Pang Fei)
  - Academia Nacional de Belas Artes de Xangai, Xangai, República Popular da China
- 1993
  - “Carlos Marreiros, Pinturas & Desenhos” – Galeria da Casa Garden, Fundação Oriente, Macau
  - Museu Nacional de História, Beijing, República Popular da China
- 1994
  - “Carlos Marreiros, Desenhos”, Galeria Kuarto, Taipa, Macau
- 1997
  - Galeria da Embaixada de Portugal na Tailândia, Bangkok, Tailândia
  - Wan Fung Art Gallery, Beijing, República Popular da China
  - Parlamento Europeu, Bruxelas, Bélgica
- 1998
  - “Carlos Marreiros: Dinastia Macau”, Galeria do Leal Senado, Macau
  - “Carlos Marreiros: O Poeta e a Cidade”, Clube Militar de Macau, Macau
- 2000
  - “Macau 2000”, Casa da Lusofonia, Lisboa, Portugal
- 2005-6
  - “Peregrinacam, Fernam Mendez Pinto” – Uma Exposição dos Irmãos Marreiros, MAM-Museu de Arte de Macau, Macau
- 2009
  - Lanterna do Coelhinho, Parte 1, Exposição de Carlos Marreiros & Amigos, Galeria do Albergue SCM / ALBcreativeLAB, Macau
- 2010
  - Lanterna do Coelhinho, Parte 2, Exposição de Carlos Marreiros & Amigos, Galeria do Albergue SCM / ALBcreativeLAB, Macau
  - “Some Smoky Stories”, Carlos Marreiros, Galeria da Macau Creations, Macau
  - Lanterna do Coelhinho, Parte 3, Exposição de Carlos Marreiros & Amigos, Galeria do Albergue SCM / ALBcreativeLAB, Macau
- 2011
  - Lanterna do Coelhinho, Parte 4, Exposição de Carlos Marreiros & Amigos, Galeria do Albergue SCM / ALBcreativeLAB, Macau
  - Guerras do Tabaco, Exposição de Carlos Marreiros, Galeria do AFA Beijing, “798 Art Zone”, Beijing, República Popular da China
- 2012
  - “Carlos Marreiros + 3 Amigos”, Museu de Arte de Gu Yuan, Zhuhai, República Popular da China
- 2013
  - “PATO•MEN, by Carlos Marreiros”[1], La Biennale 2013, Veneza, Itália

### Exposições Colectivas
- 2001
  - “Biombos dos Portugueses”, Comissão Nacional para as Celebrações dos Descobrimentos Portugueses, Portugal, Brasil, Macau e Canadá
  - “Urbanalidades, 3 Artistas na Cidade”[2], Carlos Marreiros, Conceição Jr. e Konstantin Bessmertny, Capital Lusófona da Cultura 2001- UCLA, Museu de Arte de Macau, Macau
  - 16ª Exposição Internacional de Arte da Ásia, República Popular da China
- 2002
  - “Sketch Extension 2”, ‘Old Ladies’ House Art Space, Macau
  - “Um Serão no Jardim da Primavera, Artistas de Macau”, Várias Cidades de Portugal
  - 17ª Exposição Internacional de Arte da Ásia, Coreia do Sul
- 2003-4
  - “Um Serão no Jardim da Primavera, Artistas de Macau”, Várias Cidades de Espanha
- 2003
  - 18ª Exposição Internacional de Arte da Ásia, Hong Kong
- 2004
  - ACA 11, Congresso dos Arquitectos da Ásia, Exposição de Arquitectura de Macau, Associados de AAM, Universidade de Macau, Taipa, Macau
- 2005
  - “15 Anos, 15 Artistas”, IPOR - Instituto Português do Oriente, várias galerias, Macau
  - 20ª Exposição Internacional de Arte da Ásia, Filipinas
- 2006
  - Macau Nova Vaga, Exposição de Arte Contemporânea, MAM – Museu de Arte de Macau, Macau
- 2008
  - Artistas de Macau e Jianmen, Galeria Kam Pek, Macau
- 2009
  - “Non Nobis”, Galeria do Clube Militar, Macau
  - Museu Nacional de Arte da China, Beijing, República Popular da China
- 2010
  - “Habitar Portugal 2006/2008”, Exposição Nacional de Arquitetura, Portugal, [[Reino Unido
  - AFA Autumn Salon, Casa Garden, Fundação Oriente, Macau
- 2011
  - “Nas Comissuras da Memória” – Artistas Contemporâneos, Museu de Arte de Macau, Macau
  - “Acessórios Imaginários”, Arte Contemporânea de Macau, Museu do Oriente, Lisboa, Portugal
- 2012
  - “Wu Min Wu Tu – Exposição Colectiva”, Museu de Arte de Guangdong, Guangdong, República Popular da China
  - “Rota das Letras”, Festival Literário de Macau, Galeria do Antigo Tribunal, Macau
  - “MC Biennale”, Exposição Colectiva dos Artistas Colaboradores, Macau Creations, Macau